# Арес-1

Арес лого

«Арес I» (Ares I) — ракета-носитель США тяжёлого класса, которая разрабатывалась НАСА и предназначалась для вывода на низкую околоземную орбиту капсульного пилотируемого космического корабля.
Арес — имя древнегреческого бога, который соответствует Марсу в древнеримской мифологии (полёт на Марс — следующая, после Луны, цель программы «Созвездие»). 

«I» в названии «Арес I» ассоциируется с аналогичным индексом в названии ракеты-носителя «Сатурн I». Название «Арес V», новой сверхтяжёлой ракеты-носителя, которая разрабатывалась одновременно с «Арес I», ассоциируется также с успешной ракетой-носителем «Сатурн V». Обе ракеты, «Сатурн I» и «Сатурн V», были разработаны в НАСА в 60-х годах специально для полётов человека в космос и успешно эксплуатировались по американской программе «Аполлон», программе полётов на Луну.

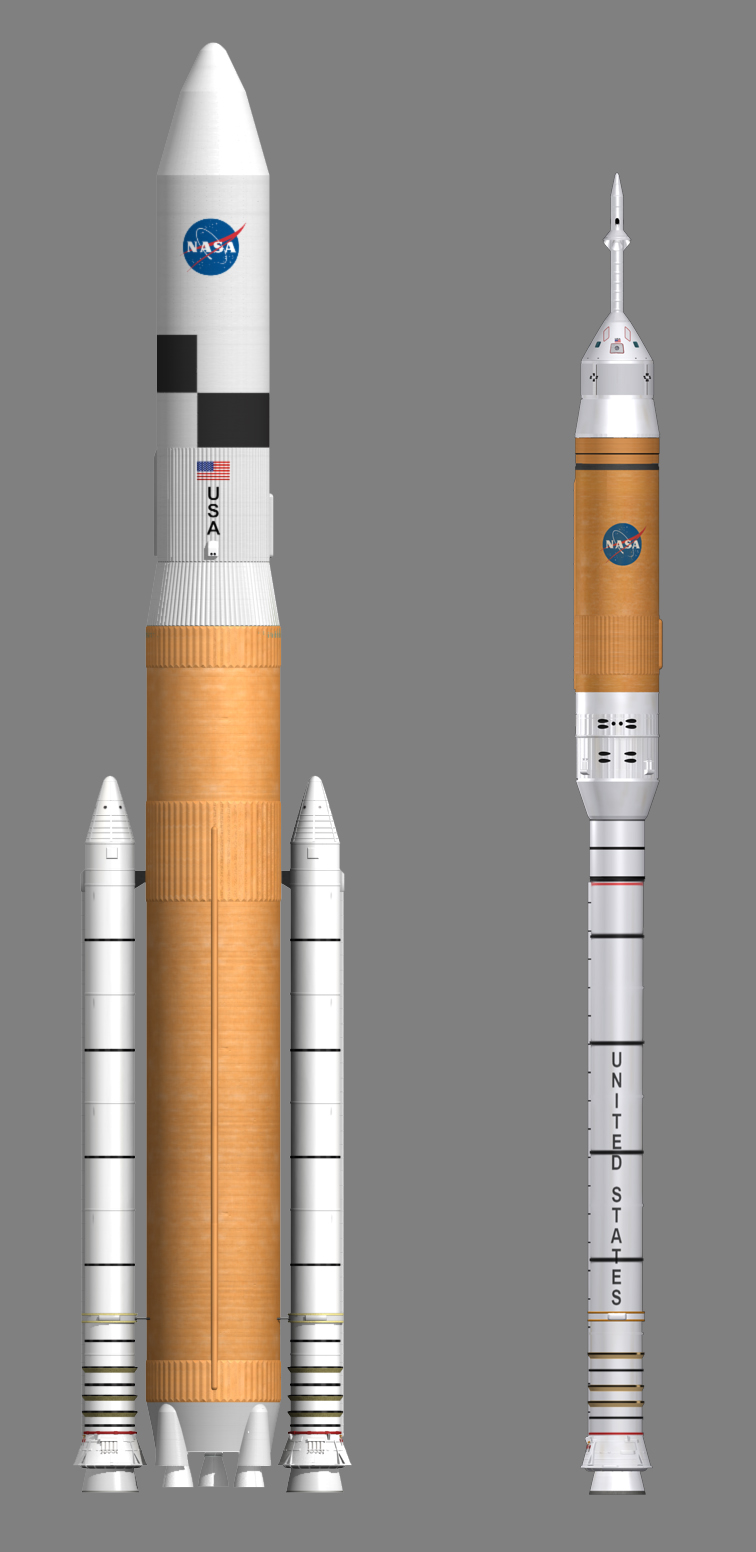
Сравнение «Арес V» (слева) и «Арес I» (справа)

Программа закрыта.

## Назначение и разработка
Новые ракеты-носители «Арес I» и «Арес V» и новый пилотируемый космический корабль «Орион» разрабатывались НАСА в рамках программы «Созвездие» (Constellation). Эта программа развития американской пилотируемой космонавтики после Шаттлов осуществлялась в соответствии с программым выступлением Президента США Джорджа Буша в январе 2004 года: «Развитие космонавтики США» (The Vision for U.S. Space Exploration). В феврале 2010 года программа «Созвездие» свёрнута решением 44-го президента США Барака Обамы в связи с пересмотром подхода к реализации космических миссий и недостатком финансирования. При этом была прекращена разработка космического корабля «Орион» и ракеты-носителя «Арес V», однако создание ракеты-носителя «Арес I» было продолжено и ускорено с планами первого пилотируемого полёта на ней уже в ноябре 2014 года.
«Арес I» должен выводить на околоземную орбиту 24,95 тонн. Основная задача «Арес I» — это вывод на орбиту вокруг Земли космического корабля с экипажем из 4 — 6 астронавтов на борту, который в настоящее время проектируется вместо корабля «Орион». Вторая возможность использования «Арес I» — вывод на орбиту полезных грузов весом до 25 тонн. Грузовой вариант предполагается использовать для снабжения Международной космической станции, а также для вывода на орбиту грузов предназначенных для лунных экспедиций.
Управление разработкой проекта «Арес I» находится в Космическом центре им. Маршалла НАСА в Хантсвилле (штат Алабама). По первоначальным планам предполагалось, что «Арес I» должен начать доставку экипажей на МКС не позже 2014 года.
После закрытия программы «Созвездие» доведение «Арес-1» было остановлено, а продолжающий (с изменениями) разрабатываться пилотируемый корабль переориентируется для околоземных полётов на другие ракеты-носители.

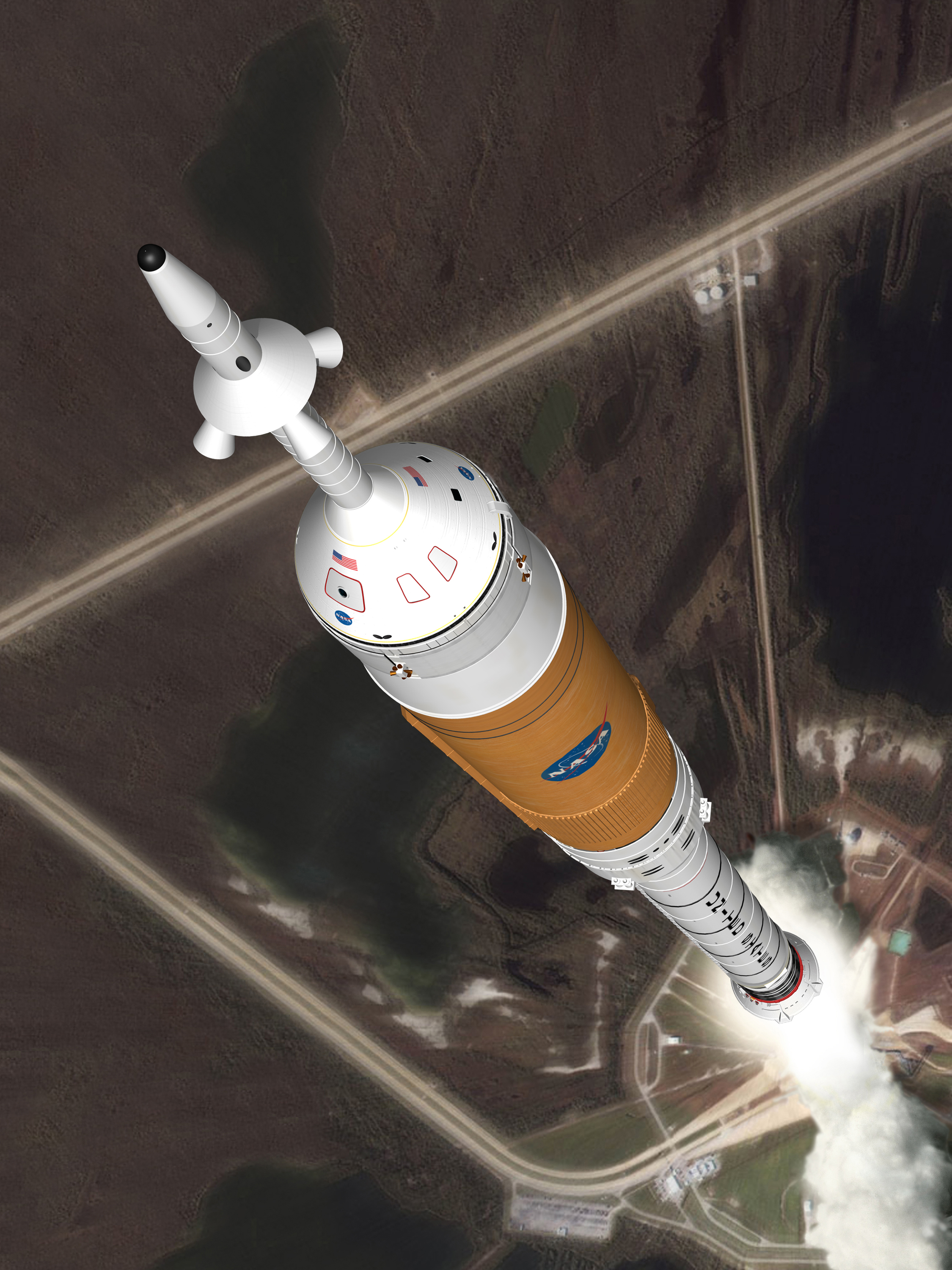
Старт «Арес I», фотомонтаж

## Параметры
«Арес I» состоит из последовательно соединённых двух ступеней ракеты-носителя, пилотируемого корабля, агрегатного модуля и системы аварийного спасения экипажа.
Первая ступень ракеты-носителя «Арес I» — это модернизированный твердотопливный ускоритель многоразового использования, который использовался в системе спейс шаттл. В качестве топлива в твердотопливном ускорителе используется полибутадиенакрилонитрил (polybutadiene acrylonitrile, PBAN). Верхняя часть твердотопливного ускорителя будет полностью переработана и приспособлена для стыковки со второй ступенью ракеты-носителя «Арес I», будет также добавлен механизм разделения ступеней в стадии выхода на орбиту.
Вторая ступень ракеты-носителя «Арес I» — это полностью новая разработка, будет оснащена ракетным двигателем J-2X, топливом для которого служат жидкий кислород и жидкий водород. Двигатель J-2X разрабатывается на базе предшественников: двигателей J-2S и J-2. Двигатель J-2 применялся на последней ступени ракеты-носителя «Сатурн 1B» и «Сатурн V». Двигатель J-2S — это модифицированный двигатель J-2, который разрабатывался и испытывался в 70-х годах, но ни разу не был использован на практике.
Первая ступень ракеты-носителя должна работать 2,5 минуты, за это время ракета должна подняться до высоты 60,96 км (200 000 футов) и иметь скорость 6,1 М. Вторая ступень поднимает ракету до высоты около 101,4 км (63 мили). Затем включаются двигатели агрегатного модуля, и космический корабль выходит на круговую орбиту на высоте 297,7 км (185 миль) над Землёй. На орбите пилотируемый корабль вместе с агрегатным отсеком или пристыковываются к МКС, или соединяются с лунным модулем для дальнейшего полёта к Луне.

## Первый испытательный полёт «Арес I—X»
Первый испытательный полёт ракеты «Арес» планировался на начало 2009 года. Однако сроки этого полёта постоянно переносились в течение всего 2009 года. Запуск планировался на 31 июля, затем на 18 сентября, затем на 27 октября. Первый испытательный полёт ракеты «Арес» получил специальное название: «Арес I—X». Вместо второй ступени и полезной нагрузки установлены массо-габаритные макеты.
20 октября ракета «Арес I—X» была перевезена из здания вертикальной сборки на стартовую площадку 39В. К этому времени площадка 39В, которая служила для запусков кораблей серии шаттл, была переоборудована для запусков ракет «Арес».
Окно для старта 27 октября было открыто с 12 до 16 часов по Гринвичу (с 8 до 12 часов летнего времени восточного побережья США). Из-за неблагоприятной погоды (низкая облачность и сильный ветер) с 12 часов старт постоянно передвигался, вплоть до отмены старта и переноса его на следующий день, 28 октября. Старт состоялся 28 октября 2009 года в 11:30 EDT. Время полёта — около 6 минут с момента старта до момента приводнения ракетного ускорителя в 240 км от точки старта. Максимальная достигнутая скорость 4,76 Маха, высота — 45 км.